# Chris Munk
Christian "Chris" Munk (nacido el 5 de agosto de 1967 en San Francisco, California) es un exjugador de baloncesto estadounidense que jugó una temporada en la NBA, y otra más en la liga australiana. Con 2,06 metros de estatura, lo hacía en la posición de ala-pívot.

## Trayectoria deportiva

### Universidad
Jugó durante cuatro temporadas con los Trojans de la Universidad del Sur de California, en las que promedió 6,3 puntos y 6,0 rebotes por partido.

### Profesional
Tras no ser elegido en el 1990, firmó como agente libre con los Utah Jazz, con los que únicamente disputó once partidos, en los que promedió 1,2 puntos y 1,3 rebotes. Al año siguiente fichó por los Chicago Bulls, pero finalmente fue descartado antes del comienzo de la temporada.
No volvió a aparecer en el baloncesto profesional hasta 1994, coando fichó por los Brisbane Bullets de la liga australiana. Allí jugó una temporada, en la que promedió 10,4 puntos y 7,9 rebotes por partido.

## Estadísticas de su carrera en la NBA

### Temporada regular
| Temporada | Edad | Equipo    | Liga | Pos. | P  | TIT | MIN | TC  | TCA | %TC  | 3P  | 3PA | %3P | 2P  | 2PA | %2P  | TL  | TLA | %TL  | R.OF. | R.DEF. | REB | ASIS | ROB | TAP | PER | FP  | PTS |
| 1990-91   | 23   | Utah Jazz | NBA  | PF   | 11 | 0   | 2.6 | 0.3 | 0.6 | .429 | 0.0 | 0.0 |     | 0.3 | 0.6 | .429 | 0.6 | 1.1 | .583 | 0.5   | 0.8    | 1.3 | 0.1  | 0.1 | 0.2 | 0.5 | 0.5 | 1.2 |
| Total     |      |           | NBA  |      | 11 | 0   | 2.6 | 0.3 | 0.6 | .429 | 0.0 | 0.0 |     | 0.3 | 0.6 | .429 | 0.6 | 1.1 | .583 | 0.5   | 0.8    | 1.3 | 0.1  | 0.1 | 0.2 | 0.5 | 0.5 | 1.2 |